# Vysoká nad Kysucou
Vysoká nad Kysucou este o comună slovacă, aflată în districtul Čadca din regiunea Žilina. Localitatea se află la altitudinea de 688 m deasupra n.m., se întinde pe o suprafață de 43,87 km2 și în 2017 număra 2.659 de locuitori.

## Istoric
Localitatea Vysoká nad Kysucou este atestată documentar din 1619.

## Demografie
| An:                | 1994 | 2004   | 2014   | 2024    |
| ------------------ | ---- | ------ | ------ | ------- |
| Număr de persoane: | 3152 | 2984   | 2709   | 2437    |
| Diferență:         |      | −5,32% | −9,21% | −10,04% |

| An:                | 2023 | 2024   |
| ------------------ | ---- | ------ |
| Număr de persoane: | 2487 | 2437   |
| Diferență:         |      | −2,01% |